# Рядченко Іван Іванович
Рядченко Іван Іванович (1924—1997) — український радянський прозаїк, поет, драматург, сценарист та перекладач, редактор, автор текстів пісень; писав російською мовою.

## Біографічні відомості
Народився 25 січня 1924 року в Одесі в родині моряка. Помер 1997 року там же. Учасник Німецько-радянської війни. Навчався у Львівському державному університеті (1945–1949). Плавав на кораблях Одеського пароходства, працював на Одеській кіностудії. Був членом Спілки письменників України і деякий час очолював Одеську письменницьку організацію.
Друкувався з 1952 року. Опублікував збірки віршів «Прапор над ратушею» (1949), «Наперекір війні» (1952), «Назустріч штормам» (1956), «Перше кохання» (1957), «Доки на світі є війна» (1958), «Нащадки перемоги» (1958), «Тривоги серця мого» (1962), «Вулиці впадають в океан» (1963), «Лірика мандрів» (1964), «Кроки» (1966), «Солодка сіль» (1967), «Після урагану» (1969), «Відголоси океану» (1969); віршованих драм «Обіцяна зірка» (1961) та «Місто гарних» (1962). Його лірика мала переважно громадянський характер, відзначалася публіцистичністю.
Автор сценаріїв фільмів «Координати невідомі» (1957) та «Якщо є вітрила» (1969), текстів пісень до стрічок: «Матрос зійшов на берег» (1957), «...зміна починається о шостій » (1958), «Дивак-людина» (1962), «Про Вітю, про Машу і морську піхоту» (1973).
Нагороджений орденами Вітчизняної війни II ступеню, Червоної Зірки, «Знак Пошани», медалями.